# 長角大鍬形蟲
長角大鍬形蟲（学名：Dorcus schenklingi），俗名黑金剛、關刀龜，是鍬形蟲科大鍬形蟲屬下的一個種，為台灣的特有種與二級保育類（珍貴稀有野生動物）生物，多分佈於台灣本島1300公尺以上2500公尺以下之原生森林，本種與鬼豔鍬形蟲臺灣亞種並列為臺灣最大鍬形蟲，其大型個體能突破90mm，並與巨大鍬形蟲守谷氏亞種並列世界最大的大鍬形蟲。

## 外形特徵
雌雄體色皆為黑色，大顎粗壯且弧度內彎，內側有內齒突（有個體差異，一些小型個體較不明顯），體型約3至9公分。翅鞘外緣的縱向條紋明顯，體型小的個體甚至有刻點狀形成的淺溝紋。
此種外形容易與台灣大鍬形蟲產生混淆，不過其大顎彎曲的程度較小，基部也無突起，且頭部與前胸背板表面相較之下較為粗糙，是兩個種在外型上的最大差別處。

## 生態危機
體型巨大寬扁，有如關刀的彎月型大顎點綴上內齒突，個性好鬥，在山林過度開發導致棲地嚴重被破壞的狀況下，使台灣長角大鍬形蟲族群數量銳減，也愈來愈難見到其蹤跡。

## 外部連結
- 昆蟲類─鞘翅目 Coleoptera - 南投縣竹山鎮杉林溪自然教育中心
- 鍬形蟲 - 國立臺灣大學昆蟲標本館數位典藏
- . 台灣山林悠遊網電子報. 行政院農業委員會林務局.   [2015-08-25]. （原始内容存档于2016-03-04）.